# Édvard Mikaelián
Édvard Mikaelián (Yerevan, Armenia, 25 de mayo de 1950) es un gimnasta artístico armenio, que compitió representado a la Unión Soviética consiguiendo ser subcampeón olímpico en 1972 en el concurso por equipos.

## Carrera deportiva
En los JJ. OO. celebrados en Múnich en 1972 consigue la plata en el concurso por equipos, tras Japón y por delante de Alemania del Este, siendo sus compañeros de equipo: Nikolai Andrianov, Viktor Klimenko, Alexander Maleev, Vladimir Schukin y Mikhail Voronin.
En el Mundial de Varna 1974 gana la plata en el concurso por equipos —tras Japón y por delante de Alemania del Este—; sus compañeros eran: Nikolai Andrianov, Vladimir Marchenko, Paata Shamugiya, Vladimir Safronov y Viktor Klimenko.